# La Reforma Tlalmimilolpan
La Reforma Tlalmimilolpan är en ort i kommunen Lerma i delstaten Mexiko i Mexiko. La Reforma Tlalmimilolpan hade 1 539 invånare vid folkräkningen år 2020.